# Colostygia pallida
Colostygia pallida là một loài bướm đêm trong họ Geometridae.